# Fjällmyra
Fjällmyra (Formica gagatoides) är en myrart som beskrevs av Mikhail Dmitrievich Ruzsky 1904. Fjällmyra ingår i släktet Formica och familjen myror. Arten är reproducerande i Sverige. Inga underarter finns listade i Catalogue of Life.